# 杉村章三郎
杉村 章三郎（すぎむら しょうざぶろう、1900年9月7日 - 1991年12月2日）は、日本の法学者。法学博士。専門は、行政法・租税法。東京大学名誉教授、青山学院大学名誉教授。

## 経歴
法学博士一木喜徳郎（枢密院議長）の三男として東京に生まれ、1924年に医学博士杉村七太郎（東北帝国大学名誉教授）の婿養子となる。1918年東京府立第四中学校卒業。1921年第二高等学校卒業。1923年東京帝国大学法学部卒業。
1924年東京帝国大学法学部助手（指導教官は筧克彦）。1926年同法学部助教授。1935年東京帝国大学法学部教授となる。1944年学術研究会議会長。終戦後は東京大学法学部教授。1949年旧司法試験第二次試験考査委員（~1960年）。1953年日本税法学会理事長（~1969年）。1961年に定年退官し、名誉教授となる。同年「財政法」で東大法学博士号を取得。東京大学退任後も1961年から1971年まで青山学院大学法学部で教授を務め、同法学部長（1967年~1969年）も歴任した。1971年には勲二等旭日重光章を受章。

## 著書
- 『行政法第二部』文精社 1936
- 『概説日本憲法 国法学教材』弘文堂 1937
- 『日本行政法講義要綱』有斐閣 1937
- 『新判例と行政法の諸問題』良書普及会 1943
- 『行政法要義』有斐閣 1947
- 『新憲法の精神 新憲法に對する感激』加越能青年文化聯盟 民主大學叢書 1947
- 『行政法の基本問題』勁草書房 法学叢書　1949
- 『地方自治法講話』印刷庁 公民叢書 1949
- 『行政法学概要』有斐閣 1951
- 『地方自治制綱要』弘文堂 1951
- 『行政法』弘文堂 1952
- 『租税法学概論』有斐閣 1956
- 『地方自治法』青林書院 現代法学全書　1956
- 『財政法』有斐閣 1959 法律学全集

### 共編著
- 『行政法規提要』編 良書普及会 1933
- 『行政法各論』渡辺宗太郎共著 インターナシヨナルブツク 1949 新法律学全書
- 『所得税法』村山達雄,野村次夫共著 大蔵出版 1953 税法学体系
- 『公共企業体の研究』柳川昇共編 有斐閣 1956
- 『法律学体系 [第1部] 第16 コンメンタール篇 財政・会計・国有財産法』小熊孝次,谷川宏共著 日本評論社 1964
- 『精解行政法』山内一夫共編 光文書院 1971
- 『行政法辞典』山内一夫共編 ぎょうせい 1975

### 翻訳
- アルベルト・ヘンゼル『独逸租税法論』有斐閣 1931

### 記念論文集
- 『行政管理と経営管理 杉村章三郎先生還暦記念論文集』行政管理研究会編 有信堂 1961
- 『税法学論文集 杉村章三郎先生古稀祝賀』編者: 日本税法学会 三晃社 1970
- 『公法学研究 杉村章三郎先生古稀記念』有斐閣 1974

## 論文
- Cinii(杉村 章三郎著作)

## 注
1. ↑  『人物物故大年表』
2. ↑  「杉村章三郎先生略歴」田中二郎ほか『公法学研究 : 杉村章三郎先生古稀記念』有斐閣、1974、p771に拠ると静岡県袋井市生まれ、とある。
3. ↑  以上につき「杉村章三郎先生略歴」田中二郎ほか『公法学研究 : 杉村章三郎先生古稀記念』有斐閣、1974、p771以下